# Валгалла: Сага о викинге
«Вальхалла: Сага о викинге» (англ. Valhalla Rising — дословно «Вознесение в Вальхаллу») — фильм датского режиссёра Николаса Виндинга Рефна, снятый в 2009 году. Картина состоит из нескольких частей, каждая из которых имеет своё название, и повествует о мистическом путешествии крестоносцев из Скандинавии, которое приводит большинство из них к гибели на открытой ими незнакомой земле. Сам режиссёр позиционирует фильм как научно-фантастический постпанк без особой исторической основы.

## Сюжет
1. Ярость. Скандинавы язычники устраивают бои без правил, в которых принимает участие пленный пикт по прозвищу Одноглазый. Даже сражаясь на привязи против двух соперников, он побеждает. Однажды Одноглазого продают, но при транспортировке ему удаётся вырваться на свободу, и он жестоко расправляется с бывшими хозяевами.
2. Безмолвный воин. Одноглазый оставляет в живых только мальчика-слугу, который следует за ним и говорит за него (он сам не произносит ни слова). Однажды они встречают скандинавских воинов-христиан, которые, будучи наслышаны о славе Одноглазого, предлагают ему присоединиться к их крестовому походу.
3. Божьи слуги. Крестоносцы плывут в Святую Землю. Их судно попадает в сильный туман и мёртвый штиль. На корабле кончаются припасы, люди близки к отчаянию, кто-то пьёт солёную воду и умирает. Один из крестоносцев хочет убить мальчика, считая, что все беды происходят от него, однако Одноглазый не даёт этого сделать. Однажды вода, зачерпнутая из-за борта, оказывается пресной: корабль вошёл в устье какой-то реки.
4. Святая Земля. Корабль достигает безлюдной земли, поросшей лесом и не похожей на Святую Землю. Викинги решают, что пришло их избавление, однако неожиданно натыкаются на странные захоронения. Вдобавок от каменной стрелы погибает один из воинов, а ещё один исчезает в чаще.
5. Ад. Предводитель отряда даёт всем выпить напитка, после чего крестоносцев охватывает безумие — одни начинают драться друг с другом, Одноглазый пытается сделать каирн, а сам предводитель вдруг уверует в то, что они пришли сюда, чтобы нести христианство первобытным людям. Возражения своего помощника Каре он оставляет без внимания. Пропавший было крестоносец возвращается и заявляет, что они попали в Ад, куда их привёл Одноглазый. Несколько воинов пытаются взбунтоваться, однако Одноглазый без труда убивает их и уходит. В живых остаётся предводитель, помощник и сошедший с ума пропавший. Предводитель ранит помощника, уговаривающего его пойти за Одноглазым.
6. Жертва. Предводитель хочет поставить кресты, чтобы братья нашли их и привезли женщин. Тогда их города будут стоять тысячу лет, на что потерявшийся смеётся. Главный заходит крестить воду и гибнет от каменных стрел. Одноглазый, мальчик и двое оставшихся воинов продолжают путь и добираются до возвышенности. Один из воинов (сын предводителя) говорит, что должен вернуться к отцу и уходит, а раненый старик пришёл сюда для встречи со своими мёртвыми сыновьями. Раненый старик умирает, а одноглазый и мальчик добираются до морского побережья, где их окружают вооружённые индейцы. Молчаливый воин бросает своё оружие и подходит к ним. Они убивают его и уходят. Мальчик остаётся на берегу один.

## В ролях
- Мадс Миккельсен — Одноглазый
- Джейми Сивес — Горм
- Гэри Льюис — Каре
- Ивэн Стюарт — Эйрик
- Александр Мортон — Бард
- Каллум Митчел — викинг-язычник
- Эндрю Флэнеган — Дуггал
- Маартен Стивен — Аре / мальчик
- Дуглас Расселл — Олаф
- Гари Маккормак — Хаук
- Гордон Браун — Хаген
- Мэтью Заяц — Малькольм
- Роберт Харрисон — Роджер
- Стюарт Портер — Кеннет
- Рони Бриджес — Магнус
- П. Б. Макбет — человек с копьём
- Джеймс Рэмси — Гудмунд

## Премьера
Премьера фильма состоялась на 66-м Венецианском кинофестивале, где был показан вне конкурса 4 сентября 2009 года. Премьера в Дании последовала 31 марта 2010 года. Vertigo Films выпустил его в Великобритании 30 апреля того же года.

## Награды
Фестиваль «Fantasporto» 2009 год
- Специальный приз жюри
- Специальное упоминание